# Sorelle (film)
Sorelle è un film del 2006 diretto da Marco Bellocchio.
È stato presentato al festival di Roma nella sezione "Extra".

## Trama
La piccola Elena vive con le sue anziane prozie nella casa di famiglia a Bobbio. La madre Sara vive a Milano tentando la carriera di attrice, quando non lavora fa visita alla figlia. Giorgio, il fratello di Sara, pensa che lei debba essere più presente nella vita della figlia, intanto anche lui tenta di avviare una nuova attività come gioielliere. Vengono così raccontate le difficoltà familiari quando il senso di appartenenza e le radici delle proprie tradizioni contrastano con il bisogno moderno di trovare un posto nel mondo e di intraprendere una vita indipendente.

## Produzione
Il film è stato concepito come uno strumento per gli studenti che hanno partecipato al corso estivo laboratorio "Fare Cinema" tenuto da Marco Bellocchio. È stato girato interamente a Bobbio, paese natale del regista e sede del corso di cinema, con protagonisti membri della sua famiglia e amici. Le riprese si sono svolte in tre segmenti nel 1999, nel 2004 e nel 2005. Negli anni seguenti sono stati girati altri tre segmenti e che poi sono stati aggiunti fino a dare forma al film Sorelle Mai del 2010.

## Curiosità
- Questo film è molto legato a I pugni in tasca, non solo è stato girato nella stessa casa di Bobbio (PC) ma alcuni temi affrontati sono comuni in entrambi i lavori, infatti sono state inserite anche alcune clip del film.